# Mörtetjärnen (Gunnarsnäs socken, Dalsland)
Mörtetjärnen är en sjö i Melleruds kommun i Dalsland och ingår i Göta älvs huvudavrinningsområde.
Delar av sjön ingår i Mörtetjärns naturreservat nära Dals Rostock. Den kallas också Mörttjärn.